# Szerhij Szerhijovics Sesztakov
Szerhij Szerhijovics Sesztakov (ukrán betűkkel: Сергій Сергійович Шестаков; Ladizsin, 1990. április 12.) ukrán labdarúgó, középpályás, a Diósgyőri VTK játékosa.

## Pályafutása
Szerhij Sesztakov Ladizsin városában született s a helyi amatőrcsapatban kezdte pályafutását. Csapatával a Vinnicjai régió területi bajnokságában bronzérmet szerzett. Tanulmányai mellett sportolt, csak érettségije után igazolt első profi csapatához, az FK Odeszához. Összesen két szezont töltött az odesszai klubnál, majd több alacsonyabb osztályú csapatnál is megfordult, így a Nyva Ternopilban és a UkrAhroKom Holovkivkban is.
2015 júliusában írt alá az ukrán élvonalban szereplő Olimpik Doneckhez, és 2015. július 18-án a Csornomorec Odesza elleni bajnokin mutatkozott be az első osztályban. Két és fél szezon alatt 62 tétmérkőzésen háromszor volt eredményes és két gólpasszt jegyzett. 2017 decemberében aláírt a Diósgyőri VTK-hoz, a miskolci klub 2018. január 15-től érvényes szerződést kínált Sesztakovnak.

## További információ
- Szerhij Szerhijovics Sesztakov adatlapja a Soccerway oldalon (angolul)